# Rivière Ha! Ha! (Gros-Mécatina)
Pour les articles homonymes, voir Ha! Ha!.
La rivière Ha! Ha! (de ha-ha, obstacle inattendu sur un chemin) constitue la décharge du réservoir du lac Plamondon, coulant dans les municipalités de Côte-Nord-du-Golfe-du-Saint-Laurent et de Gros-Mécatina, dans la municipalité régionale de comté (MRC) du Golfe-du-Saint-Laurent, dans la région administrative de la Côte-Nord, au Québec, au Canada.
Une route carrossable reliant la route 138 se dirige vers le nord jusqu'au barrage à la tête de la rivière Ha! Ha!. L'économie du secteur est surtout tributaire de l'hydro-électricité grâce au barrage.
La surface de la rivière Ha! Ha! est habituellement gelée du début de novembre au début de mai, toutefois la circulation sécuritaire sur la glace se fait généralement de la fin de novembre à la fin avril.

## Toponymie
Le terme « Ha! Ha! » ne relèverait pas de l'onomatopée mais plutôt d'une dérivation du terme français ha-ha qui signifie obstacle inattendu sur un chemin.
Dans la province de Québec, certains lieux utilisent également cette expression dans leur toponymie, notamment :
- la rivière Ha! Ha!
- la Baie des Ha! Ha!
- le Lac Ha! Ha!
- le Petit lac Ha! Ha!

## Géographie
Les principaux bassins versants voisins de la rivière Ha! Ha! sont :
- côté nord : lac du Chevreuil, baie des Ha! Ha!, rivière Kécarpoui, lac Kécarpui ;
- côté est : lac Monger, rivière Véco, baie des Ha! Ha!, golfe du Saint-Laurent ;
- côté sud : Petit lac Plamondon ;
- côté ouest : lac Plamondon, lac Robertson[3].

La rivière Ha! Ha! prend sa source à l'embouchure du Petit lac Plamondon à une altitude de 61 m. Cette source est située à :
- 1,2 km au sud-ouest de l'embouchure de la rivière Ha! Ha! ;
- 17,7 km au nord-ouest du centre du village de La Tabatière ;
- 12,4 km au nord-ouest de l'entrée de la baie des Ha! Ha![3].

À partir du barrage à l'embouchure du Petit lac Plamondon, le cours de la rivière Ha! Ha! coule sur 3,1 km selon les segments suivants :
- 1,8 km vers le nord jusqu'à un coude de rivière, correspondant à la décharge (venant du nord) d'un lac non identifié ;
- 1,3 km vers le sud-est en traversant deux séries de rapides, jusqu'au lac Monger[3].

La rivière Ha! Ha! se déverse au fond d'une baie de la rive nord du lac Monger. Cette confluence est située à :
- 3,3 km à l'ouest de l'embouchure du lac Monger ;
- 4,3 km au sud-ouest de la confluence de la rivière Véco et de la baie des Ha! Ha! ;
- 12,0 km au nord-ouest de l'entrée de la baie des Ha! Ha! ;
- 18,4 km au nord-ouest du centre du village de La Tabatière[3].

À partir de la confluence de la rivière Ha! Ha!, le courant traverse le lac Monger sur 4,5 km vers l'est en contournant par le sud une presqu'île rattachée à la rive nord ; puis le courant emprunte sur 2,3 km le cours de la rivière Véco vers le nord-est lequel constitue un détroit navigable ; puis traverse la baie des Ha! Ha! en contournant par le nord la "Pointe de la Rivière", puis se dirigeant sur 11,6 km vers le sud-est jusqu'à l’estuaire du Saint-Laurent en passant entre l'île Fecteau et le cap High.